# Saur-Sojasun
Saur-Sojasun er et fransk cykelhold. Det blev startet som kontinentalholdet Besson Chaussures-Sojasun i 2009, men blev et professionelt kontinentalhold fra 2010-sæsonen.

## Ryttere 2011
|                    | Rytter             | Fødselsdag                 |
| ------------------ | ------------------ | -------------------------- |
| Cyril Bessy        | Cyril Bessy        | 29. maj 1986 (38 år)       |
| Jimmy Casper       | Jimmy Casper       | 28. maj 1978 (46 år)       |
| Jérôme Coppel      | Jérôme Coppel      | 6. august 1986 (38 år)     |
| Arnaud Coyot       | Arnaud Coyot       | 6. oktober 1980 (44 år)    |
| Anthony Delaplace  | Anthony Delaplace  | 11. september 1989 (35 år) |
| Jimmy Engoulvent   | Jimmy Engoulvent   | 7. december 1979 (45 år)   |
| Jérémie Galland    | Jérémie Galland    | 8. april 1983 (41 år)      |
| Jonathan Hivert    | Jonathan Hivert    | 23. marts 1985 (40 år)     |
| Fabrice Jeandesboz | Fabrice Jeandesboz | 4. december 1984 (40 år)   |
| Sébastien Joly     | Sébastien Joly     | 25. juni 1979 (45 år)      |
| Christophe Laborie | Christophe Laborie | 5. august 1986 (38 år)     |
| Cyril Lemoine      | Cyril Lemoine      | 3. marts 1983 (42 år)      |

|                    | Rytter             | Fødselsdag                |
| ------------------ | ------------------ | ------------------------- |
| Guillaume Levarlet | Guillaume Levarlet | 25. juli 1985 (39 år)     |
| Laurent Mangel     | Laurent Mangel     | 22. maj 1981 (43 år)      |
| Jean-Marc Marino   | Jean-Marc Marino   | 15. august 1983 (41 år)   |
| Rony Martias       | Rony Martias       | 4. august 1980 (44 år)    |
| Romain Matheou     | Romain Matheou     | 8. november 1988 (36 år)  |
| Jean-Lou Paiani    | Jean-Lou Paiani    | 23. december 1988 (36 år) |
| Stéphane Poulhies  | Stéphane Poulhies  | 26. juni 1985 (39 år)     |
| Paul Poux          | Paul Poux          | 7. september 1984 (40 år) |
| Julien Simon       | Julien Simon       | 4. oktober 1985 (39 år)   |
| Yannick Talabardon | Yannick Talabardon | 6. juli 1981 (43 år)      |
| Ludovic Turpin     | Ludovic Turpin     | 22. marts 1975 (50 år)    |